# Hans Kulicke
Hans Kulicke (* 21. September 1934; † 16. November 2016)  war ein deutscher Fußballschiedsrichter des Deutschen Fußball-Verbandes (DFV) und Schiedsrichterfunktionär.
Bis 1960 war Hans Kulicke selbst bis zur 1. DDR-Liga aktiver Fußballer. Danach legte der Oderberger seine Schiedsrichterprüfung ab und amtierte als Referee im DFV, zwischen 1970 und 1984 in der höchsten Spielklasse der DDR, der Oberliga, in der er es auf 230 Einsätze brachte. Zudem amtierte er in 35 internationalen Partien, darunter in sechs Länderspielen, davon zweimal als Schiedsrichter sowie viermal als Linienrichter.
Er leitete das FDGB-Pokal-Finale am 1. Mai 1982 zwischen der SG Dynamo Dresden und dem BFC Dynamo, welches im Berliner Stadion der Weltjugend vor 48.000 Zuschauern erst im Elfmeterschießen mit 5:4 (1:1 nach Verlängerung) entschieden wurde. Als Linienrichter amtierten Herbert Streicher (Crimmitschau) und Bernd Stumpf (Jena).
Kulicke wurde 2003 mit dem DFB-Ehrenamtspreis sowie 2004 mit der Silbernen Ehrennadel des Fußball-Landesverbandes Brandenburg ausgezeichnet.